# Zamana brunneata
Zamana brunneata är en fjärilsart som beskrevs av M.Gaede. Zamana brunneata ingår i släktet Zamana och familjen tandspinnare. Inga underarter finns listade i Catalogue of Life.